# Inspirational Journey
Inspirational Journey è il tredicesimo album in studio del cantante e attore statunitense Randy Travis, pubblicato nel 2000.

## Tracce
1. Shallow Water (Tom Kimmel) – 3:43
2. Baptism (Mickey Cates) – 4:11
3. Which Way Will You Choose? (Ron Block) – 2:41
4. Doctor Jesus (Tony Stampley, Justin Bolen) – 3:02
5. Drive Another Nail (Marty Raybon, Michael A. Curtis) – 3:29
6. See Myself in You (Tom Kimmel, Tom Prasada-Rao) – 3:54
7. Feet on the Rock (Troy Seals, Buck Moore) – 3:10
8. Don't Ever Sell Your Saddle (Kim Tribble, Bobby Whiteside) – 3:40
9. The Carpenter (Randy Travis, Ron Avis, Chip Taylor) – 3:17 (featuring Waylon Jennings & Jessi Colter)
10. Walk with Me (Travis, Les Bohan) – 2:58
11. I Am Going (Travis, Buck Moore) – 3:48
12. Amazing Grace (John Newton) – 3:25